# Foresta fossile

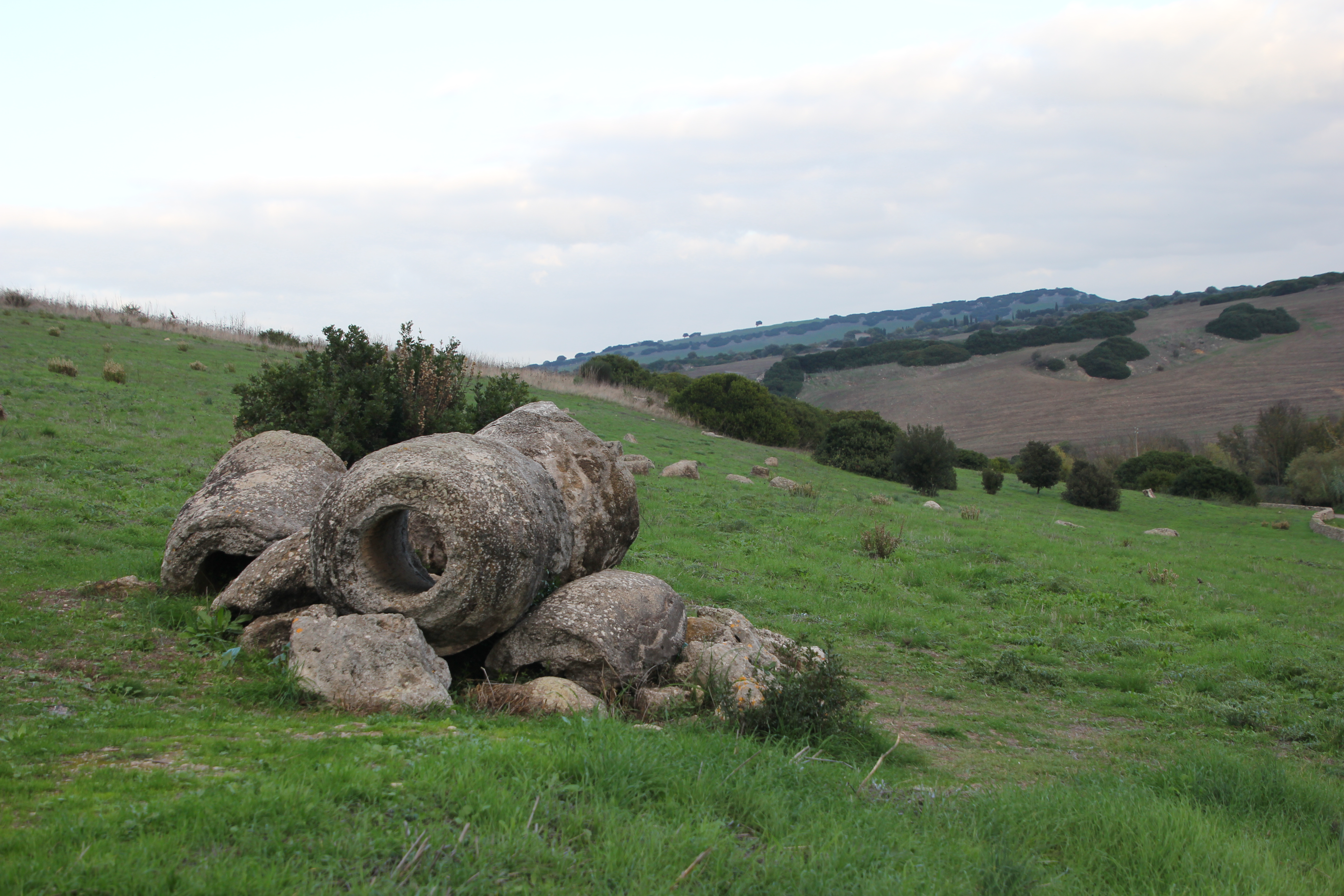
Foresta fossile di Carrucana, Martis

Una foresta fossile costituisce un giacimento fossilifero di grande interesse e rarità, poiché rappresenta un caso di conservazione completa nel sito dove gli alberi sono cresciuti.

## Origine
Il termine foresta, che potrebbe sembrare improprio, deriva dal fatto che i tronchi si possono trovare in posizione eretta, con il loro apparato radicale piantato nel paleosuolo, e il legno spesso ha conservate intatte le caratteristiche morfologiche. Affinché possa avvenire una conservazione allo stato fossile di parte di una foresta deve esserci la coincidenza di una serie di fattori favorevoli:
- subsidenza della zona che elimini o riduca l'erodibilità della zona e favorisca la sedimentazione
- sommersione dell'area da parte di acque creando un ambiente prevalentemente anaerobico che impedisca l'ossidazione della materia organica e quindi la sua rapida distruzione
- veloce deposizione di sedimenti clastici fini (da argille a sabbie argillose, quindi poco permeabili) che seppelliscono e quindi "sigillano" e preservano i tronchi da ulteriori degradazioni.

Spesso durante la diagenesi, se sono presenti fluidi circolanti ricchi in silice, avviene il fenomeno della silicizzazione del materiale ligneo.

## Ritrovamenti

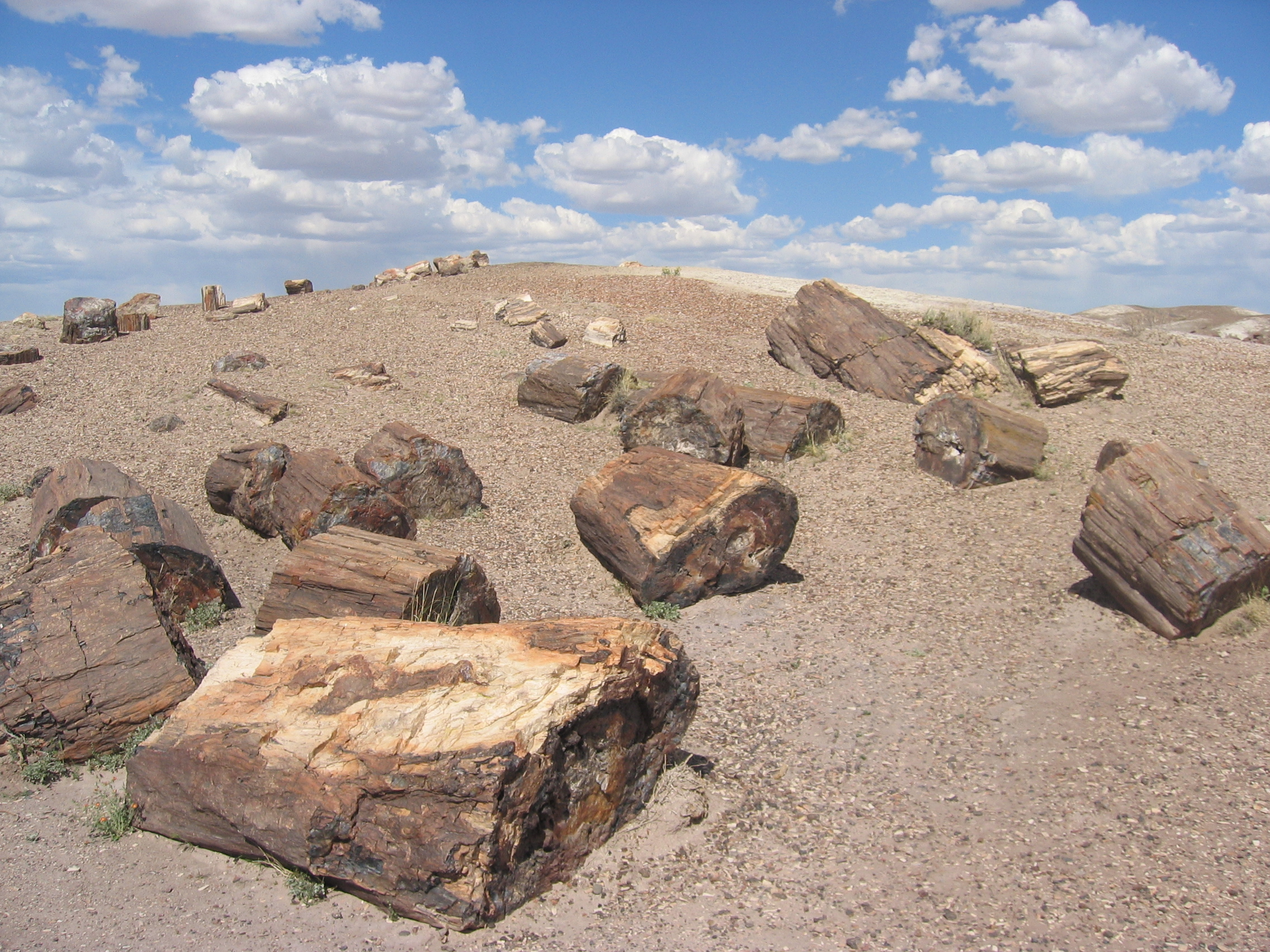
Tronchi silicizzati del Parco nazionale della foresta pietrificata (Arizona)

Foreste fossili sono state rinvenute in diverse aree del globo, entro sedimenti di varia età geologica.
Una foresta di tipo pluviale, del carbonifero superiore è stata rinvenuta in una miniera di carbone nell'Illinois, sviluppata su di un'area di circa 10 km², il che ne fa uno degli areali di foreste fossili di maggiori dimensioni finora conosciute. La foresta si trova al tetto del livello di carbone sfruttato minerariamente.
Il Parco nazionale della foresta pietrificata in Arizona è un esempio notevole di foresta del Triassico superiore.
Foreste fossili risalenti al periodo carbonifero sono frequenti anche in Europa, ultimamente una nuova foresta è stata scoperta in Inghilterra, nel Galles, vicino a Wrexham, ove sono stati rinvenuti circa 20 tronchi pietrificati.
In Antartide, nell'area glaciale di Beardmore, sono stati rinvenuti tre affioramenti di foresta decidua a tronchi silicizzati di Glossopteris di età permiana.
In Ungheria, in una miniera a cielo aperto di carbone, a nord-est di Bükkábrány, è stato scoperto un gruppo di tronchi di cipresso ancora in posizione di vita, conservati con un diametro di circa 2-3 metri ed una altezza di circa 6 metri. Questi tronchi poggiano sul livello basale di sfruttamento della miniera.

### Siti italiani
In Sardegna vi sono: la foresta pietrificata di Zuri di età miocenica, ove i tronchi erano stati seppelliti da depositi vulcanoclastici pomicei,                                          e la Foresta Pietrificata dell'Anglona, un bacino paleobotanico di circa 100 km². Tra i trenta e i quindici milioni di anni fa la foresta, che si estendeva lungo la vallata compresa tra gli attuali territori di Bulzi, Laerru, Martis e Perfugas, fu sommersa dalle acque di un lago, formatosi a causa di una frana che chiuse la vallata, cinta intorno da montagne che contribuirono a trattenere l'acqua.
La silice presente nei substrati di origine vulcanica del terreno, liberata dall'acqua, provocò la trasformazione dei tronchi in fossili.
Una delle più famose foreste fossili in Italia è quella di Dunarobba, a poca distanza da Avigliano Umbro in provincia di Terni, ove i tronchi sono inglobati in argille del Pliocene superiore. Da studi fatti sui vari reperti, sembra che la fossilizzazione sia avvenuta per un processo di mummificazione, in altre parole per una disidratazione del legno.
Un accumulo di tronchi di Pinacee, di età quaternaria, è stata rinvenuto in Val Cesano nelle Marche, ben conservato in situ.
Famosa è anche la foresta fossile di Torre Ovo, a pochi chilometri da Campomarino di Maruggio, costituita da una superficie di circa 800 m² dove i tronchi, unico caso al mondo, spuntano da 6 metri di profondità circondati dal mare.
Nel caso della foresta fossile della Stura di Lanzo, in provincia di Torino, i tronchi si trovano invece nel greto dell'omonimo corso d'acqua.